# Lachnaia pseudobarathraea
Lachnaia pseudobarathraea là một loài bọ cánh cứng trong họ Chrysomelidae. Loài này được K. Daniel & J. Daniel miêu tả khoa học năm 1898.